# Oscar Howe
Oscar Howe, (auf Dakota: „Mazuha Hokshina“, „Trader Boy“) war ein indigener amerikanischer Künstler (* 1915 in Joe Creek im Crow Creek Reservat, South Dakota; † 1983), der für seine Kasein-Malerei bekannt wurde. Er war einer der ersten modernen Maler der Indianer Nordamerikas.

## Leben
Howe war Yanktonai-Dakota und Nachkomme von Häuptlingen. Howe besuchte zuerst die Pierre Indian School in South Dakota, 1933 begann er Kunst zu studieren. Als Veteran kehrte er aus dem Zweiten Weltkrieg zurück.
Von 1933 bis 1938 studierte er an der New Mexico Indian School in Santa Fe bei Dorothy Dunn. Er erwarb einen Master-Abschluss in Kunst der University of Oklahoma. Die ersten Arbeiten waren von Ledger Art beeinflusst. Er entwickelte jedoch bald seinen unverwechselbaren, eigenen Stil.
1941 stellte ihn die Works Progress Administration in South Dakota an, um eine Serie von Wandgemälden (murals) für den Gemeindesaal in Mobridge, S. D. zu erstellen, sowie eine Wandmalerei in der Kuppel der Carnegie Library in Mitchell, S.D. In den Jahren 1948 bis 1971 entwarf er Paneele für den sog. [Corn Palace] in Mitchell, eine Touristenattraktion, die aus einem Gebäude besteht, dessen Fassaden vollständig mit verschiedenfarbigen, getrockneten Maiskolben verkleidet ist, welche Mosaiken bilden. Von 1957 bis 1983 war er Professor of Art an der University of South Dakota, (Vermillion, S.D.)
Howes unkonventioneller Stil basiert auf traditionellen Elementen. Daraus entwickelt er seinen Stil, der auf Interpreten hin zu fast expressionistischen Interpretationen wirkt. Die dadurch entstehende Synthese stellt einen Wendepunkt in der Geschichte der Lakota-Kunst  dar. Howe eröffnete der Nakota-Kunst Perspektiven, die er als universell versteht. Seine Interpretation alter Motive sieht er als Entwicklung aus der alten Malerei mit gebogenen Linien aus der Heimat in der Waldregion und der geraden Linien, als die Stämme in die weite Prärie getrieben wurden. Das sind seine geometrischer Formen oder Piktogramme.
Bezeichnend hierfür ist etwa sein Gemälde „Der Medizinmann“ („Dakota Medicine Man“, 1968, casein on paper, South Dakota Art Museum), das in moderner Weise die energiegeladene Atmosphäre bei einem Beschwörungs-Ritual darstellt – die [Energie] wird durch ein Gespinst blitzartiger Linien sichtbar. Solche „Blitzlinien“ gehören zum einen den traditionellen Motiven an (etwa bei Darstellungen des mythologischen Donnervogels), zum anderen erscheinen sie bei Howe in einer physikalisch-real wirkenden und doch mythischen und abstrahierenden Weise, in einer Spannung zwischen Gegenständlichkeit und Symbolismus.
Howe wurde  1958 für eine Ausstellung von Native American art mit der Begründung abgelehnt, dass seine Werke nicht die Kriterien eines „traditionellen Indian style“ erfüllen würden. Howe ließ die „Sioux“-Malerei nicht in einem musealen Status quo konservieren. Ein Umdenken in der Öffentlichkeit begann, und Howe erhielt die Ehrung als Artist Laureate of South Dakota.

## Ausstellungen
Howes Arbeiten wurden auf eigenen Ausstellungsflächen in der Oscar Howe Art Gallery at the Dakota Discovery Museum  in Mitchell und in der Oscar Howe Gallery at the University of South Dakota in Vermillion, S.D. ausgestellt. Von 17. April 2007 bis 17. Februar 2008 wurden Werke von Oscar Howe am South Dakota Art Museum in Brookings, South Dakota gezeigt. Die meisten dieser Werke sind in Kasein-Malerei erstellt, doch auch andere Techniken wie Graphit auf Papier und Skulpturen aus Stein und Bronze sind vorhanden.

## Künstlerische Wirkung
Howe inspirierte  Kunst-Schüler, aus dem Umkreis der „Howe-Schule“ gingen weitere Künstler hervor, die ihren eigenen Stil entwickelten, darunter Arthur Amiotte. Somit gab Howe den Impuls zu einer neuen Dynamik der indigenen Kunst-Szene.
Die NAASA (= Native American Studies Association) setzt den Oscar Howe Prize aus, einen Preis, der durch die Oscar Howe Memorial Association der University of South Dakota ermöglicht wurde, und der bevorzugt für Studenten gedacht ist, welche auf einer NAASA Konferenz ein paper über „Northern Plains Indian art“ präsentieren.
In einer Kapelle in Chamberlain, South Dakota, befindet sich ein von Howe gemaltes Kreuzigungs-Motiv. Eine Grundschule in Sioux Falls, South Dakota, wurde nach Oscar Howe benannt.